# Filipos Petsalnikos
Filipos Petsalnikos, gr. Φίλιππος Πετσάλνικος (ur. 1 grudnia 1950 w Mawrochori, zm. 13 marca 2020 w Atenach) – grecki polityk i prawnik, działacz Panhelleńskiego Ruchu Socjalistycznego (PASOK), minister w różnych resortach, długoletni deputowany, od 2009 do 2012 przewodniczący Parlamentu Hellenów.

## Życiorys
Filipos Petsalnikos urodził się w 1950 w miejscowości Mawrochori w pobliżu Kastorii. Uczęszczał do szkoły średniej w Kastorii, po czym został absolwentem prawa na Uniwersytecie Arystotelesa w Salonikach. Ukończył również studia podyplomowe z zakresu ekonomii na Uniwersytecie w Bonn. Zawodowo pracował jako prawnik.
W 1974 był jednym z członków założycieli Panhelleńskiego Ruchu Socjalistycznego. Pełnił w partii funkcję sekretarza ds. edukacji, a także sekretarza ds. greckiej diaspory. W 1977 oraz w 1981 bezskutecznie ubiegał się o mandat deputowanego do Parlamentu Grecji w prefekturze Kastoria. W latach 1984–1985 pełnił funkcję sekretarza generalnego w departamencie edukacji powszechnej w resorcie edukacji i spraw religijnych.
W 1985 po raz pierwszy uzyskał mandat deputowanego z ramienia PASOK-u w prefekturze Kastoria. Z powodzeniem ubiegał się o reelekcję w tym samym okręgu w wyborach w czerwcu 1989, listopada 1989, 1990, 1993, 1996, 2000, 2004, 2007 i 2009, zasiadając w greckim parlamencie nieprzerwanie do 2012.
W czasie swojej kariery politycznej zajmował stanowiska podsekretarza stanu w ministerstwie edukacji, a także wiceministra kultury (odpowiedzialnego za sprawy młodzieży i diaspory) oraz zastępcy ministra edukacji. Od października 1996 do października 1998 pełnił funkcję ministra ds. Macedonii-Tracji, następnie był ministrem porządku publicznego (od października 1998 do lutego 1999) oraz ministrem sprawiedliwości (od października 2001 10 marca 2004). W październiku 2009 został wybrany na przewodniczącego greckiego parlamentu, którym kierował do końca kadencji w 2012.
W 2015 wsparł nowe ugrupowanie To Kinima, które założył Jorgos Papandreu.
Filipos Petsalonikos był żonaty, miał troje dzieci.